# Reaktor Jules Horowitz
Reaktor Jules Horowitz, anglicky Jules Horowitz Reactor (JHR), je jaderný reaktor, který má sloužit k testování materiálů a paliv vystavených záření a pro lékařské účely. Tento reaktor bude provozován v rámci mezinárodní spolupráce Finska (VTT), Španělska (CIEMAT), Francie (CEA, EDF, AREVA), České republiky (ÚJV Řež), Belgie (SCK), Švédska (VATTENFALL), Velké Británie (NNL), Izraele (IAEC), Indie (DAE), Japonska (JAEA) a Evropskou komisí (JRC).

## Popis zařízení a jeho funkce
Výstavba byla zahájena ve Francii ve městě Cadarache. Výstavba JHR zahrnuje hlavní a pomocné reaktorové budovy, dále kontrolní budovy, veškeré pomocné budovy (haly, dílny, chladírny atd.) a přípoje na zdroj chlazení. Příprava plánů výstavby lehkovodního reaktoru o tepelném výkonu 100 MW započala v roce 2007 a betonování základů proběhlo v srpnu 2009. JHR má nahradit reaktor Osiris o tepelném výkonu 70 MW, který dříve nahradil některé úlohy 35 MW reaktoru Siolé. První dosažení kritičnosti je plánováno na rok 2016.
Aktivní zóna bude zastřešena pod jednou budovou obsahující 2 různé kontejnmenty: reaktorovou část a pomocnou reaktorovou část. Důvodem je snaha soustředit veškerý radioaktivní materiál na jednom místě. Jedná se o vodou chlazený reaktor, kde maximální tepelný výkon činí 100 MW a energie je během ozařování rozptylována přes primární a sekundární oběh do externího chladicího zdroje. Aktivní zóna, primární okruh a experimentální soupravy jsou umístěny blízko sebe v reaktorové části. Reaktorový bazén je připojen k několika bazénům na použité jaderné palivo a k horkým komorám umístěným v pomocné reaktorové části přes vodní blok.

## Popis budov JHR
Primární okruh reaktoru je umístěn v reaktorové části, která je rozdělena do dvou zón. V první zóně se nachází reaktorová hala a primární chladicí systém. Druhá zóna je tzv. experimentální zóna s výskytem zvýšené dávky záření (obsahuje podpůrný systém 10 smyček, gama snímače, laboratoř na analýzu štěpných produktů atd.). Laboratoř na analýzu štěpných produktů bude do tohoto prostoru umístěna z důvodu možnosti napojení na několik palivových smyček, měření málo aktivních plynů, vysoce aktivních plynů, měření vody plynnou chromatografií a hmotnostními spektrometry. V reaktorové části je reaktorový bazén a bazén pro deaktivaci (dočasné skladování palivových článků, reflektorových článků nebo výměnu mechanických částí aktivní zóny). Během odstávky reaktoru mohou být experimentální zařízení dočasně skladována ve vyhrazené části reaktorového bazénu.

## Aktivní zóna JHR
Aktivní zóna (600 mm aktivní palivové výšky), která je uložena v malé tlakové nádobě (740 mm v průměru) s nuceným prouděním chladicí kapaliny (nízký tlak v primárním oběhu 1,5 MPa; nízká teplota chladicí kapaliny, nízká vstupní teplota na aktivní zónu 25 °C), je chlazena a moderována vodou. Reaktor bude provozován na nízkoobohaceném palivu (méně než 20%) o vysoké hustotě s tím, že pro budoucí použití je nutný vývoj uran-molybdenového paliva (UMo). Palivový článek je kruhového průřezu (soubor zakřivených plátů smontovaných výztuhami) opatřen centrálním otvorem. Okolí aktivní zóny je obklopeno reflektory, které optimalizují délku cyklu a zajišťují intenzivní tepelnou výměnu v tomto okolí. Prostor reflektorů je tvořen vodou a berylliem. Ozařovací zařízení může být umístěno buď do prostoru aktivní zóny (do otvoru palivových peletek nebo na místo peletek) nebo do prostoru reflektorů.

## Ozařovací zařízení
Vývoj experimentálních zařízení na JHR nabízí možnost získat novou generaci zařízení, která by splňovala současné technologické a vědecké požadavky stejně tak jako potřeby uživatele. CEA ve spolupráci s ostatními institucemi vyvíjí první experimentální zařízení (MADISON, ADELINE a MICA), která by mohla být použita i pro další lehkovodní reaktory.
- MADISON

MADISON “Multi-rod Adaptable Device for Irradiations of experimental fuel Samples Operating in Normal conditions” bude umístěn do prostoru reflektoru na jeden z výtlačných systémů a umožní ozařování 1 až 8 palivových článků (pro reaktory typu PWR nebo BWR). Tyto experimenty budou zkoumat jejich chování během běžných pracovních situací. Cílem těchto experimentů bude zkoumat vývoj vlastností paliva jako funkci vyhoření nebo LHGR (Linear Heat Generation Rate). Dále bude zkoumána koroze pokrytí paliva během ozáření nebo vznik trhlin.
- ADELINE

Ozařovací smyčka ADELINE bude schopna simulovat několik ozařovacích procesů na nových nebo před-ozářených palivových článcích. Bude se jednat především o simulaci vnitřního přetlaku palivového článku, rychlé šíření plynů v něm a podmínky tavení v centrálním otvoru palivové peletky.
- MICA

MICA je zařízení pro studium chování materiálových struktur během ozáření pro lehkovodní reaktory (teplota 300 – 400 °C). Zařízení používající tepelný difuzor ve formě slitiny sodík-draslík (NaK) bude umístěno do aktivní zóny JHR.

## Vybavení, zařízení
Horké komory, laboratoře, a bazény na vyhořelé palivo jsou umístěny v pomocné reaktorové části. Experimenty budou využívat dvou horkých komor k řízení experimentálního zařízení před a po ozáření. Bezpečnostní experimenty jsou důležitou součástí JHR a vyžadují „alfa komory“ ke spravování zařízení s poškozeným experimentálním palivem. Jedna z horkých komor bude věnována přenosu radioizotopu pro lékařské použití a suché evakuaci použitého paliva.
V horkých komorách bude připravováno palivo i vzorky určené k ozařování, které budou do reaktoru vkládány v tzv. ozařovacích sondách. Mezi komorami a reaktorem budou koše s ozářenými palivovými články a ozařovací sondy převáženy podvodním dopravníkem (silná vrstva vody slouží jako stínění proti záření). Po ozáření budou sondy v komorách rozebírány, vzorky vyjímány, tříděny, vyhodnocovány a ukládány do připojovaných stíněných kontejnerů, ve kterých budou dopravovány k dalšímu zpracování, měření či jinému použití. V komorách bude také zachycován odpad (neopravitelné části ozařovacích sond či vnitřního vybavení reaktoru i horkých komor). Proběhnou zde také opravy poškozených částí výbavy reaktoru, ozařovacích sond a vlastního vybavení komor. Opravy těchto zařízení spočívají v demontáži poškozeného dílu, popř. bloku spojených dílů, a v montáži nového bloku. Cílem zmíněného uzpůsobení je co nejvíce zjednodušit veškeré úkony, s nimiž se v komorách počítá. Z důvodu ochrany obsluhy komor před ozářením a radioaktivní kontaminací budou operace prováděny na dálku z vnějšku komor.

## Přínos
Během své předpokládané 50leté životnosti bude reaktor využíván k výzkumu materiálů a paliv používaných v jaderné energetice současnosti a budoucnosti. Studie na tomto reaktoru přispívají ke zvýšení bezpečnosti a optimalizaci současných a budoucích jaderných reaktorů. Udržitelnost vysoce účinných experimentů a odpovídajících expertíz je pro nadcházející desetiletí povinností.
Tento reaktor bude hrát také důležitou roli ve výrobě radioizotopů pro použití v jaderné medicíně napříč Evropou. Bude zásobovat nemocnice radioizotopy o krátké životnosti, které budou sloužit lékařským výzkumům nebo terapeutickým účelům. Bude se jednat především o výrobu molybdenu 99 a technecia 99m, které medicína využívá ve SPECT metodě (Single Photon Emission Computed Tomography) při zjišťování různých vad a onemocnění. Vzhledem k tomu, že v současné době není objem výroby těchto izotopů dostatečný, bude jednou z hlavních výzev JHR rozšířit výrobní kapacity.